# Heteròpids
Els heteròpids (Heteropiidae) són una família d'esponges calcàries (Calcarea). Va ser descrita per Arthur Dendy el 1983.

## Gèneres
Els següents gèneres pertanyen a la família Heteropiidae:
- Grantessa (Lendenfeld, 1885)
- Grantilla (Row, 1909)
- Heteropia (Carter, 1886)
- Paraheteropia (Borojevic, 1965)
- Sycettusa (Haeckel, 1872)
- Syconessa (Borojevic, Boury-Esnault & Vacelet, 2000)
- Vosmaeropsis (Dendy, 1893)